# Raúl Labbate
Raúl Luján Labbate (Pergamino, 8 de março de 1952) é um ex-ciclista olímpico argentino. Labbate representou sua nação em dois eventos nos Jogos Olímpicos de Verão de 1976, em Montreal.